# Mant
Mant település Franciaországban, Landes megyében. Lakosainak száma 270 fő (2022. január 1.). Mant Samadet, Arboucave, Monget, Monségur, Peyre és Malaussanne községekkel határos.

## Népesség
A település népességének változása:
| Lakosok száma | 379  | 331  | 322  | 278  | 289  | 277  | 271  | 266  | 267  | 270  |
|               | 1968 | 1982 | 1990 | 2006 | 2013 | 2015 | 2017 | 2019 | 2020 | 2022 |